# Matthæus
|  | Matthæus er et drengenavn, se Mathias. |
Matthæus (fra græsk Matthaios) levede i det 1. århundrede. Matthæus, der var tolder, omtales i Matthæusevangeliets kapitel 9, hvor det ganske kort fortælles, at han sad ved toldboden, da Jesus kom forbi og sagde "Følg mig!", hvilket Matthæus gjorde. I de andre evangelier er denne person dog ikke Matthæus men Levi, og Markus tilføjer, at han er søn af Alfeus. Ellers omtales Matthæus i Det Nye Testamente kun i forbindelse med apostel-listerne i de fire evangelier og Apostlenes Gerninger.
Papias, der var biskop i Hierapolis i Lilleasien i det 2. århundrede, tillagde Matthæus forfatterskabet til Matthæusevangeliet med ordene "Matthæus sammenstillede ordene på hebraisk, og enhver oversatte dem, som han kunne det". Det er dog usandsynligt, at det nye testamentes Matthæus skulle være forfatteren til Matthæusevangeliet. Matthæusevangeliet bærer desuden tydeligt præg af at have haft bl.a. Markusevangeliet som forlæg, og man kan næppe forestille sig, at en apostel og øjenvidne til Jesus skulle basere sit evangelium på andenhåndskilder. I lighed med de øvrige evangelier må forfatteren til Matthæusevengeliet derfor anses for anonym.
Matthæus' evangelistsymbol er et bevinget menneske.